# 千歳市立千歳中学校
千歳市立千歳中学校（ちとせしりつ ちとせちゅうがっこう）は、北海道千歳市栄町に所在する公立中学校。

## 沿革
1947年6月4日に「千歳中学校」として開校し、新制中学校として、千歳市内では最古の歴史を持つ学校。
年表
- 1947年（昭和22年）- 学制改革により千歳町立千歳中学校が開校、校章制定、仮校舎に移転[1]。
- 1949年（昭和24年）- 校歌制定[1]。
- 1951年（昭和26年）- 現在地に新校舎が完成[1]。
- 1954年（昭和29年）- 体育館が完成[1]。
- 1957年（昭和32年）- 青葉中学校を分離[1]。
- 1958年（昭和33年）- 市制施行により千歳市立千歳中学校と改称[1]。
- 1962年（昭和37年）- 北栄分校を設置、校舎完成[注 1][1]。
- 1966年（昭和41年）- 水明中学校を統合[1]。
- 1968年（昭和43年）- 泉郷中学校を統合、体育館完成[1]。
- 1971年（昭和46年）- 北栄分校が北進中学校として分離独立[1]。
- 1975年（昭和50年）- 富丘中学校を分離[1]。
- 1976年（昭和51年）- 言語治療施設を開設[1]。
- 1984年（昭和59年）- 北斗中学校を分離[1]。
- 1989年（平成元年）- はまなす学級を開設[1]。
- 2008年（平成20年）- 二学期制を導入[2][3]。
- 2002年（平成14年）- 三階西校舎教室改修工事[1]。
- 2003年（平成15年）- 三階東校舎教室改修工事[1]。
- 2004年（平成16年）- はまなす学級改修工事[1]。
- 2005年（平成17年）- 一階東校舎教室改修工事[1]。
- 2006年（平成18年）- 二階東校舎教室改修工事[1]。
- 2010年（平成22年）- 東校舎・西校舎・管理棟・体育館の耐震工事完了[1]。
- 2012年（平成24年）- 真町中学校を統合[1]。
- 2014年（平成26年）- 難聴学級教室設置改修・相談室設置工事[1]。
- 2017年（平成29年）- 校舎講堂大規模改修工事[1]。

## 教育目標
- 柏葉の精神をはぐくみ、信愛を深める教育[4]

## 学校行事
学校行事は以下の通り。
- 4月 - 前期始業式、入学式、知能検査（1年）、標準学力検査、修学旅行（3年）
- 5月 - 体育大会
- 6月 - 前期中間テスト
- 7月 - 宿泊学習（2年）、校外学習（1年）、夏季休業
- 8月 - 前期期末テスト
- 9月 - 学力テストA（3年）
- 10月 - 文化祭、学力テストB（3年）、前期終業式、秋季休業、後期始業式
- 11月 - 学力テストC（3年）、学力テスト（1・2年）、後期中間テスト（1・2年）、三者懇談
- 12月 - 学年末テスト（3年）、冬季休業
- 1月 -
- 2月 - 学力テスト（2年）、学年末テスト（1・2年）
- 3月 - 卒業式、修了式、学年末休業

## 生徒会
生徒会は以下の通り。
- 生徒会事務局（会長、副会長2名、事務局長、事務局次長、編集長、監査2名）
- 生徒会執行委員会
- 代表委員会
- 学習委員会
- 生活委員会
- 文化委員会
- 保体委員会
- 図書委員会
- 放送委員会
- 選挙管理委員会

## 部活動
体育部
- バスケットボール部（男子・女子）
- 剣道部
- 女子バレーボール部
- 軟式野球部
- サッカー部
- ソフトテニス部（男子・女子）
- 陸上部

文化部
- 吹奏楽部
- 合唱部
- 美術部
- 英語部
- パソコン部

## 通学区域
通学区域は以下の通り
- 北斗1丁目 - 2丁目
- 栄町
- 千代田町
- 幸町
- 春日町
- 錦町
- 緑町
- 真町
- 本町
- 東雲町
- 朝日町
- 清水町
- 大和
- 桂木
- 北栄
- 新富
- 末広
- 水明郷
- 支笏湖温泉
- 幌美内
- モラップ
- 支寒内
- 美笛
- 奥潭
- 藤の沢
- 西森
- 紋別
- 蘭越
- 新星
- 平和
- 真々地
- 泉沢の一部（道央自動車道の北側）

## 出身小学校
出身小学校は以下の通り。
- 千歳市立千歳小学校
- 千歳市立北栄小学校
- 千歳市立緑小学校
- 千歳市立支笏湖小学校
- 千歳市立信濃小学校
- 千歳市立高台小学校

## 交通アクセス
鉄道
- JR千歳線「千歳駅」西口より徒歩7分。

バス
- 北海道中央バス 桜木線・桜木空港線「千歳高校」停留所下車、徒歩5分[11]。

## 著名な出身者
- 山口幸太郎[12]（元千歳市長）
- 琴千歳幸征（元大相撲幕内力士）
- 鈴木愛奈（声優）
- ASKA（歌手）